# AGCO
AGCO Corporation — американский производитель сельхозтехники, располагающийся в Дулут, Соединённые Штаты Америки.
AGCO предлагает тракторы, комбайны, сенокосилки, распылители, кормозаготовительное и почвообрабатывающее оборудование.

## История
Компания AGCO образована в 1990 году, когда руководители Deutz-Allis выкупили у компании KHD (Klöckner-Humboldt-Deutz) североамериканскую часть акций, которой принадлежал бренд Deutz-Fahr. KHD купили часть сельскохозяйственного бизнеса Allis-Chalmers пятью годами ранее. С этого времени AGCO стала международной компанией по производству сельхозмашин.
Сначала компания называлась Gleaner-Allis Corporation, затем изменила название на Allis-Gleaner Corporation или AGCO. Дизайн тракторов и комбайнов первоначально разработан компанией Allis-Chalmers до её продажи Deutz-Allis. Линия тракторов Deutz-Allis была переименована в AGCO-Allis, а Gleaner стал собственным брендом комбайнов. Технику под брендом Deutz-Allis продолжали выпускать в Южной Америке до 2001 года, когда она была переименована в AGCO-Allis. Она продолжает выпускаться в лаймово-зелёный окраске. В 2001 году AGCO Allis была переименована в AGCO в североамериканском секторе.
В марте 1991 AGCO купил Hesston Corporation, производящую сенокосилки и почвообрабатывающее оборудование, а кроме того такую технику как, шнековые зернопогрузчики используемые для быстрой разгрузки зерна из комбайна, изобретённые в 1947 Лайлом Йостом. У Hesston было 50-процентное совместное предприятие с Case International, теперь являющегося частью CNH Global. Также AGCO приобрела оставшуюся часть White-New Idea Corporation, получив от неё сенокосилки, разбрасыватели органических удобрений и хлопкоуборочные комбайны. У White New Idea был крупный машиностроительный завод в Коулдуотере (штат Огайо, США).